# Misecznica grabowa

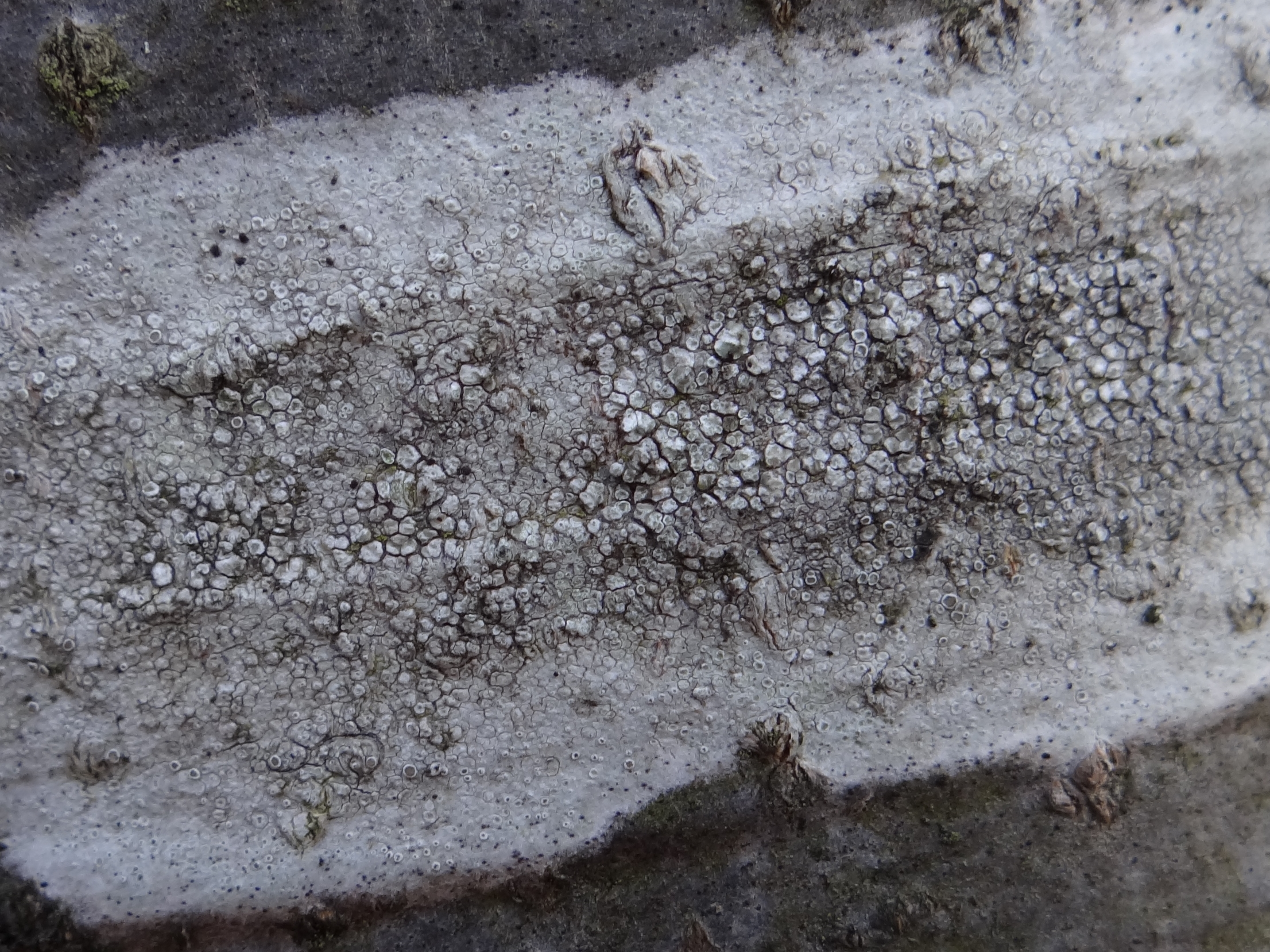

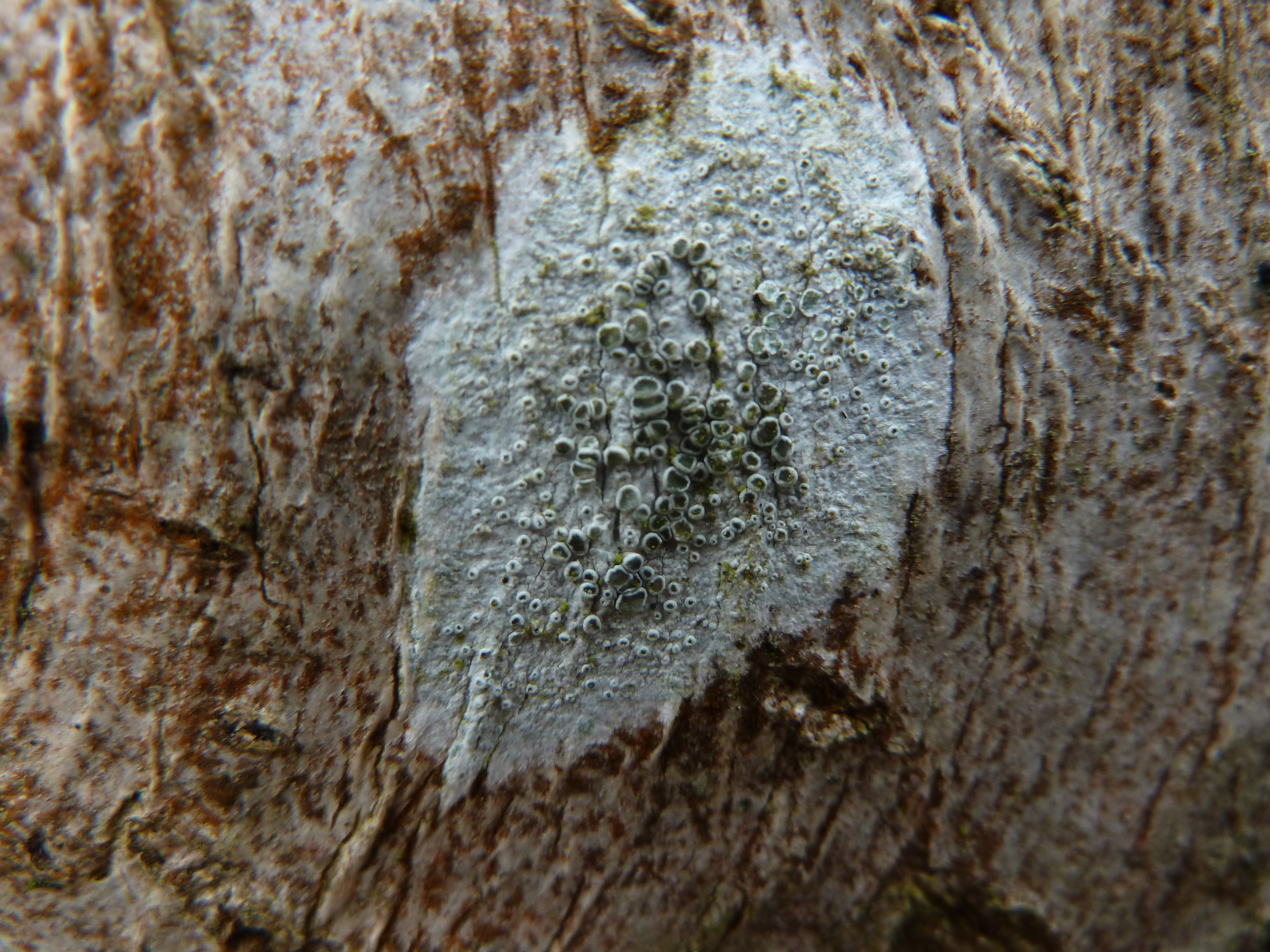

Misecznica grabowa (Lecanora carpinea (L.) Vain.) – gatunek grzybów z rodziny misecznicowatych (Lecanoraceae). Ze względu na symbiozę z glonami zaliczany jest do porostów.

## Systematyka i nazewnictwo
Pozycja w klasyfikacji według Index Fungorum: Lecanora, Lecanoraceae, Lecanorales, Lecanoromycetidae, Lecanoromycetes, Pezizomycotina, Ascomycota, Fungi.
Po raz pierwszy gatunek ten opisany został w 1753 r. przez Karola Linneusza jako Lichen carpinus (porost grabowy). W 1888 r. Edvard August Vainio przeniósł go do rodzaju Lecanora, nadana przez niego nazwa jest uznana przez Index Fungorum.
Niektóre synonimy nazwy naukowej:

- Courtoisia angulosa (Schreb.) L. Marchand 1830
- Lecanora albella subsp. angulosa (Schreb.) Cromb.
- Lecanora albella var. angulosa (Schreb.) Flot. 1849
- Lecanora angulosa (Schreb.) Ach. 1810
- Lecanora subfusca var. angulosa (Schreb.) Link 1833
- Lichen angulosus Schreb. 1771
- Lichen carpineus L. 1753
- Parmelia angulosa (Schreb.) Ach. 1803
- Patellaria angulosa (Schreb.) Hoffm. 1796
- Scutellaria angulosa (Schreb.) Baumg. 1790
- Scutellaria carpinea (L.) Baumg. 1790
- Verrucaria angulosa (Schreb.) Hoffm. 1796

Nazwa polska według opracowania W. Fałtynowicza.

## Charakterystyka
Plecha heteromeryczna, skorupiasta, cienka, gładka, słabo pomarszczona lub brodawkowata. Może być jednolita, lub popękana, często posiada jaśniejsze przedplesze. Powierzchnia o barwie białawej, szarej lub jasno szarozielonkawej. Urwistki nie występują.
Reakcje barwne: K + żółty, C + pomarańczowy do pomarańczowo-czerwony, P- lub P + jasnożółty.
Owocniki skupione lub rozproszone, zazwyczaj dość liczne. Są to okrągłe, lub nieregularnie tępo-kanciaste apotecja lekanorowe o średnicy 0,5-1 (1,5) mm. Mają płaskie lub nieco wypukłe tarczki o barwie bladocielistej, jasnobrunatnej lub ciemnobrunatnej. Charakterystyczną cechą jest ich białawe lub niebieskawe oprószenie. Brzeżki apotecjów gładkie lub karbowane, cienkie lub dość grube, trwałe, o jasnoszarej barwie. Hypotecjum bezbarwne, bez kropli oleju, hymenium bezbarwne. Rdzeń ma grubość 35–80 μm, występują w nim glony protokokkoidalne i liczne, drobne kryształki, które pod wpływem KOH rozpuszczają się.
Powstające w apotecjach askospory są jednokomórkowe, bezbarwne, elipsoidalne, proste i mają rozmiar (9-) 12-14 (-14,5) × (5.5-) 6-7.5 (-8,5) μm, a ich ściana ma grubość poniżej 1 μm. Pyknidy nie występują. W jednym worku powstaje po 8 askospor.
Kwasy porostowe: atranorin, chloroatranorin, eugenidol, sordidol.
Najbardziej podobna jest misecznica jaśniejsza (Lecanora chlarotera), która również rośnie na drzewach liściastych i ma białą lub białoszarą plechę. Odróżnia się większymi apotecjami, które nie są oprószone, jak u misecznicy grabowej.

## Występowanie i siedlisko
Występuje głównie na półkuli północnej. W Ameryce Północnej i Europie jest szeroko rozprzestrzeniony, podano też jego występowanie na Syberii i w Maroku. Na półkuli południowej opisano występowanie tego gatunku tylko w Nowej Zelandii. W Polsce gatunek pospolity na terenie całego kraju.
Rośnie na korze drzew w miejscach świetlistych, głównie na drzewach przydrożnych i rosnących pojedynczo, rzadko w lasach.